# Municipio de Harrison (condado de Licking)
El municipio de Harrison (en inglés: Harrison Township) es un municipio ubicado en el condado de Licking en el estado estadounidense de Ohio. En el año 2010 tenía una población de 7561 habitantes y una densidad poblacional de 105,04 personas por km².

## Geografía
El municipio de Harrison se encuentra ubicado en las coordenadas 40°0′9″N 82°37′16″O / 40.00250, -82.62111. Según la Oficina del Censo de los Estados Unidos, el municipio tiene una superficie total de 71.98 km², de la cual 71.65 km² corresponden a tierra firme y (0.46%) 0.33 km² es agua.

## Demografía
Según el censo de 2010, había 7561 personas residiendo en el municipio de Harrison. La densidad de población era de 105,04 hab./km². De los 7561 habitantes, el municipio de Harrison estaba compuesto por el 95.82% blancos, el 1.93% eran afroamericanos, el 0.32% eran amerindios, el 0.52% eran asiáticos, el 0.01% eran isleños del Pacífico, el 0.29% eran de otras razas y el 1.11% pertenecían a dos o más razas. Del total de la población el 1.1% eran hispanos o latinos de cualquier raza.